# كارول كينج
كارول كينج (Carole King) (وُلدت 9 من فبراير 1942) هي مغنية وكاتبة غنائية وعازفة بيانو أمريكية. خلال فترة الستينيات من القرن العشرين الميلادي، كتبت كينج وزوجها غيري غوفين (Gerry Goffin) أكثر من 24 أغنية ناجحة لعدد كبير من الفنانين، احتلت جميعها مراتب في قوائم أفضل الأغاني، كما أصبح عدد كبير منها من الأغاني المعروفة عالميًا. وكمغنية، ظل ألبومها الغنائي تابستري (Tapestry) متصدرًا قائمة أفضل الألبومات الغنائية في الولايات المتحدة لمدة 15 أسبوعًا عام 1971، وظل يحقق ترتيبات جيدة على قوائم أفضل الألبومات والأغاني لأكثر من 6 سنوات.
وفي النصف الأول من سبعينيات القرن العشرين، ذاع صيتها كمغنية، أما فيما يخص عملها ككاتبة أغانٍ، تُعد كارول واحدة من أفضل كاتبي الأغاني وأشهرهم منذ لحظة ظهورها على الساحة الفنية حتى الآن. وفي عام 1960 وهي بعمر الثمانية عشر، حصلت على فرصتها الأولى ككاتبة أغانٍ حيث ألفت الاغنية الشهيرة ويل يو لاف مي توموررو (Will You Love Me Tomorrow) وشاركها في الكتابة غوفين. وفي عام 1997، شاركت في كتابة كلمات أغنية «ذا ريزون» (The Reason) لتؤديها الفرقة الموسيقية إيرسميث، ولكن قامت المغنية الكندية سيلين ديون (Celine Dion) بغنائها.
في عام 2000، قال عنها جويل وايتبيرن الباحث في مجال موسيقى البوب في مجلة بيلبورد أنها تُعد أشهر كاتبة غنائية من الفترة 1955 حتى 1999، لأنها كتبت وشاركت في كتابة 118 أغنية بوب تصدرت جمعيها قائمة بيلبورد هوت 100 لأفضل مائة أغنية.
أصدرت كينج 25 ألبومًا غنائيًا منفردًا، أشهرهم على الإطلاق تابستري. ومن أحدث أعمالها ألبوم لايف في تروبادور (Live at the Troubadour) وهو ألبوم غير تجميعي شاركها في غنائه جيمس تايلور (James Taylor)، حقق الألبوم نجاحًا ساحقًا بحصوله على المركز الرابع في قوائم أفضل الألبومات وتم ذلك في الأسبوع الأول من إطلاق الألبوم، كما باع أكثر من 600,000 نسخة.
فازت كارول بأربعة جوائز غرامي، كما دخل اسمها في سجلات متحف كُتاب الأغاني العُظماء (Songwriters Hall of Fame) ومتحف الروك آند الرول (Rock and Roll Hall of Fame) كتخليد لها ولتميزها في مجال كتابة الأغاني. حطمت كارول الأرقام القياسية عندما ظل ألبومها الفردي تابستري مُحتلًا المركز الأول فترة طويلة حتى تسلمت ويتني هيوستن (Whitney Houston) وألبومها الغنائي الحارس الشخصي (The Bodyguard) هذا المركز وخليفتهم في ذلك المغنية البريطانية أديل (Adele) عن البومها الغنائي 21.

## وصلات خارجية
- الموقع الرسمي
- كارول كينج على موقع IMDb (الإنجليزية)
- كارول كينج على موقع الموسوعة البريطانية (الإنجليزية)
- كارول كينج على موقع روتن توميتوز (الإنجليزية)
- كارول كينج على موقع ألو سيني (الفرنسية)
- كارول كينج على موقع ميوزك برينز (الإنجليزية)
- كارول كينج على موقع رولينغ ستون (الإنجليزية)
- كارول كينج على موقع أول موفي (الإنجليزية)
- كارول كينج على موقع قاعدة بيانات برودواي على الإنترنت (الإنجليزية)
- كارول كينج على موقع قاعدة بيانات الأفلام السويدية (السويدية)
- كارول كينج على موقع إن إن دي بي (الإنجليزية)

## مقالات عن كارول كينج
- Rachel Louis Snyder on Carole King, Salon, June 19, 1999
- Franck Scheck on Carole King, Hollywood Reporter, July 15, 2005